# Yrjö Edelmann
Yrjö Edelmann (* 17. Oktober 1941 in Helsinki; † 14. März 2016 in Upplands-Bro) war ein schwedischer Maler und Illustrator, der durch seine realistischen Grafiken und Gemälde von Paketen, Servietten und Packpapier bekannt wurde.
Edelmann begann seine Karriere als Illustrator beim Verlag Åhlén & Åkerlund in Stockholm. Während einer Studienreise in die USA bildete er sich beim Pop-Art Maler James Rosenquist aus. Dieser inspirierte Edelmann dazu, seinen ganz eigenen Weg zu einer höchst persönlichen Kunstart fortzusetzen. 1973 stellte er zum ersten Mal aus.
Yrjö Edelmann beherrschte die Trompe-l’œil (frz. täusche das Auge), eine Kunstform, die das Auge zu täuschen versucht und für den Betrachter „wirklich“ erscheinen soll. Edelmann war besessen von Papier, gerne faltig und zerknittert. Seine Bilder sind so verführerisch dreidimensional, dass man hingehen möchte, um ein Stück Schnur oder Klebestreifen zu berühren, das aus dem Bild herauszuhängen scheint, um dann festzustellen, dass sich das Ganze nur in zwei Dimensionen abspielt und das Auge betrogen wurde.
Yrjö Edelmann konnte auf Ausstellungen in den USA, in Japan, aber auch in vielen europäischen Ländern verweisen.